# Estadio Bellavista
Das Estadio Bellavista ist ein Fußballstadion in der ecuadorianischen Stadt Ambato, Provinz Tungurahua. Es ist die Heimspielstätte der Fußballvereine Mushuc Runa Sporting Club, Club Social y Deportivo Macará und Club Deportivo Técnico Universitario. Das Stadion bietet, je nach Quelle, 16.467 oder 20.000 Zuschauern Platz.

## Geschichte
Der erste Bau des Stadions wurde 1945 fertiggestellt. Am 24. Juli 1945 erfolgte die offizielle Eröffnung. Vier Jahre später wurde es am 5. August 1949 durch ein Erdbeben, welches Ambato erschütterte, fast vollständig zerstört. Kurz darauf begann man mit dem Wiederaufbau des Stadions, welches ein Jahr später 1950 wiedereröffnet werden konnte. 1989 und 1993 wurde die Anlage renoviert. Während der Copa América 1993 in Ecuador wurden zwei Spiele im Estadio Bellavista ausgetragen. 2014 beschloss man eine erneute Renovierung und einen Umbau für eine mögliche Austragung der Copa América 2024. In einem ersten Schritt wurde die Flutlichtanlage erneuert.

### Spiele der Copa América 1993 in Ambato
- 16. Juni 1993, Gruppe A:  Uruguay –  Vereinigte Staaten 1:0 (0:0)
- 19. Juni 1993, Gruppe A:  Uruguay –  Venezuela 2:2 (1:1)